# 首藤昭信
首藤 昭信（しゅとう あきのぶ、1973年12月 - ）は、日本の会計学者。専門は財務会計。現在の研究課題は、裁量的会計行動の実証分析。学位は、博士（経営学）（神戸大学・2011年）。東京大学大学院経済学研究科准教授。

## 経歴

### 学歴
- 1997年3月 - 関西大学商学部卒業
- 1999年3月 - 関西大学大学院商学研究科会計学専攻博士前期課程修了
- 2002年3月 - 関西大学大学院商学研究科会計学専攻博士後期課程単位取得退学
- 2011年6月 - 神戸大学より博士（経営学）の学位を取得

### 職歴
- 2002年4月 - 専修大学商学部専任講師
- 2004年4月 - 専修大学商学部助教授
- 2007年4月 - 専修大学商学部准教授
- 2008年4月 - 神戸大学経済経営研究所准教授
- 2015年4月 - 東京大学大学院経済学研究科准教授